# John Eccles, 2. Viscount Eccles
John Dawson Eccles, 2. Viscount Eccles, CBE (* 20. April 1931), ist ein britischer Peer und Geschäftsmann. Er gehört zu den 92 erblichen Mitgliedern des House of Lords.

## Leben und Karriere
Er ist der ältere Sohn des David Eccles, 1. Viscount Eccles, aus dessen Ehe mit Sybil Dawson. Er besuchte das Winchester College und studierte am Magdalen College der Universität Oxford, wo er 1954 mit dem Bachelor of Arts in Philosophie, Politik und Wirtschaft abschloss.
Er ging zunächst als Wehrpflichtiger in die British Army ein und wurde dort 1950 Second Lieutenant, 1952 Lieutenant und 1956 Captain des King’s Royal Rifle Corps. 1961 schied er aus dem regulären Militärdienst aus und war noch bis 1967 Reserveoffizier.
Er bekleidete in der Folgezeit viele Führungspositionen in der Wirtschaft und Organisationen:Er bekleidete im Laufe der Jahre viele Führungspositionen in der Wirtschaft und Organisationen:
- The Nuclear Power Group: Direktor von 1968 bis 1974
- Head Wrightson & Co Ltd: Geschäftsführender Direktor von 1968 bis 1977, Vorstand von 1976 bis 1977
- Glynwed International plc: Direktor von 1972 bis 1996
- Investors in Industry plc: Direktor von 1974 bis 1988
- Monopolies and Mergers Commission: Mitglied von 1976 bis 1986, stellvertretender Vorsitzender 1981 bis 1985
- Davy International Ltd: Direktor von 1977 bis 1981
- Chamberlin & Hill plc: Vorsitzender von 1982 bis 2004
- Industrial Development Advisory Board: Mitglied von 1989 bis 1993
- Acker Deboeck corporate psychologists: Vorsitzender von 1994 bis 2004
- Commonwealth Development Corporation: Mitglied von 1982 bis 1985, CEO von 1985 bis 1994.
- Courtaulds Textiles plc: Direktor von 1992 bis 2000, Vorstand von 1995 bis 2000
- Bowes Museum Vorsitzender der Stiftung ab 2000

1985 wurde er als Commander des Order of the British Empire ausgezeichnet. Beim Tod seines Vaters im Februar 1999 erbte er dessen Adelstitel als 2. Viscount Eccles und 2. Baron Eccles, sowie den damals damit verbundenen Sitz im House of Lords. Er verlor den Parlamentssitz als im November 1999 mit Inkrafttreten des House of Lords Act 1999 die Erblichkeit von Parlamentssitzen abgeschafft wurde. Bei der Nachwahl für den verstorbenen Lord Aberdare gelang es ihm jedoch 2005, als einer der 92 Vertreter der erblichen Peers ins House of Lords gewählt zu werden. Im Parlament schloss er sich der Fraktion der Conservative Party an.

## Familie
Lord Eccles heiratete am 29. Januar 1955 Diana Catherine Sturge. Sie haben drei Töchter und einen Sohn.
Viscountess Eccles wurde 1990 als Baroness Eccles of Moulton zum Life Peer erhoben und sitzt dadurch ebenfalls im House of Lords. Sie und ihr Ehegatte sind eines der wenigen Paare, die beide aus eigenem Recht eine Peerwürde innehaben.